# Hesperandra polita
Hesperandra polita là một loài bọ cánh cứng trong họ Cerambycidae.